# Ella May Saison
Ella Mae Saison, conocida artísticamente como Ella May Saison, es una cantante filipina, considerada como la Reina del Soul de Manila. 

## Carrera
Se hizo conocer con grandes éxitos con canciones como "Hasta Mi Final Heartaches" y "si la sensación de Is Gone", posteriormente descubiertos al estilo de la actriz y cantante, Kyla, respectivamente. Fue la ganadora del Premio "Katha" como la Mejor Intérprete femenina y que obtuvo premios como discos de oro y platino. Antes de firmar un contrato para la grabación discográfica, que solía ser una solista del ArtStart, fue especializada para formar parte de una banda de género jazz, gospel y blues. Saison comenzó su carrera musical a los 19 años de edad, un año después de su lanzamiento del segundo álbum, ella firmó un contrato con el sello discográfico "Evander Holyfield", promocionando su primer álbum autotitulado "Kats los ojos", promocionando su primer sencillo titulado "So In Love" en 1997. Las demás canciones "So in Love" y "nunca tuvo la oportunidad", fueron lanzados como los próximos singles del mismo álbum. Andrew Rollins y Don Williams fueron los productores, los compositores y músicos de este álbum, Humberto Gatica fue su ingeniero de sonido. Además de trabajar con Humberto Gatica (productor de Céline Dion), ha trabajado también con Gerry Brown (productor de Vanessa Williams) y agrupaciones como The Eagles y IV Xample. En el álbum titulado "Love", al igual que "Águilas" fueron producidas por John David Souther. Saison lanzó después un sencillo con Ce Ce Peniston, con el tema musical titulado "Los recuerdos", que le hizo ingresar a listas de la revista Billboard, en la categoría de "Powerpick Club Play", para ubicarse en el puesto número 30. Ella estuvo presente en una cena especial, en Sudáfrica, en honor del Presidente Nelson Mandela. En la década del 2000, fue denominada un enfoque más regional que nacional, cuando se unió a la sede en Los Ángeles, California, Estados Unidos, para participar con una banda de rock, como cantante, donde fue muy bien recibida. Ella regresó a su país Filipinas en 2005, con una gran aclamación, donde continúa su carrera como cantante.

## Discografía

### Álbumes
- 1992: Language of Soul
- 1994: Full of Love, Full of Soul
- 1996: Best of Ella May Saison (Viva)[1]
- 1997: So In Love (Kats Eye)[2]
- 2005: Ella May Saison Soulful (Star Records)
- 2006: Ella May (Silver Series, Viva)[3]

### Singles
- 1992: "'Til My Heartaches End"
- 1992: "'One Body One Soul"
- 1992: "'Hiram Na Sandali"
- 1993: "If the Feeling Is Gone"
- 1993: "Goodbye's not Forever"
- 1994: "Full of Love"
- 1997: "So in Love" (Kats Eye)
- 1997: "Never Had A Chance" (Kats Eye)
- 1999: "I Believe"
- 2001: "Reminiscin" featuring CeCe Peniston (Real Deal)
- 2005: "Now That Your Gone" (Star Records)